# Người da đen
Người da đen là một phân loại màu da dựa trên những người cụ thể với màu da có màu nâu nhạt cho tới màu nâu sẫm. Không phải tất cả những người da đen có làn da tối màu; ở một số quốc gia, thường là trong các hệ thống phân loại chủng tộc dựa trên xã hội ở Thế giới phương Tây, thuật ngữ "da đen" được sử dụng để mô tả những người được coi là có da tối màu hơn so với các nhóm dân số khác. Nó chủ yếu được sử dụng cho người gốc Phi Sahara và người dân bản địa châu Đại Dương. Các xã hội châu Phi bản địa không sử dụng thuật ngữ da đen như một bản sắc chủng tộc. Khái niệm người da đen chỉ xuất phát từ những ảnh hưởng do các nền văn hóa phương Tây mang lại.
Các xã hội khác nhau áp dụng các tiêu chí khác nhau liên quan đến người được phân loại "da đen" và các cấu trúc xã hội này đã thay đổi theo thời gian. Ở một số quốc gia, các biến xã hội ảnh hưởng đến việc phân loại nhiều như màu da và tiêu chí xã hội cho "màu đen" khác nhau. Ở Vương quốc Anh, "màu đen" trong lịch sử tương đương với "người da màu", một thuật ngữ chung cho các dân tộc ngoài châu Âu. Ở các khu vực khác như Australasia, những người định cư đã áp dụng thuật ngữ "da đen" hoặc nó được sử dụng bởi những người dân địa phương có lịch sử và nguồn gốc tổ tiên khác nhau.
Đối với nhiều cá nhân, cộng đồng và quốc gia khác, "da đen" được coi là một nhãn hiệu mang tính xúc phạm, lỗi thời, rút gọn hoặc không có tính đại diện, và kết quả là không được sử dụng cũng không được xác định, đặc biệt là trong các nền văn hóa châu Phi không có lịch sử thuộc địa. Một số người đã chỉ ra rằng các nhóm người dán nhãn "da đen" là sai lầm vì những người được mô tả là "da đen" có màu da nâu.